# Авраменко, Василий Максимович
Василий Максимович Авраменко (укр. Василь Максимович Авраменко; 1913 — 15 декабря 1972) — участник Великой Отечественной войны, стрелок 592-го стрелкового полка 203-й Краснознамённой Запорожско-Хинганской ордена Суворова стрелковой дивизии 12-й армии Юго-Западного фронта, Герой Советского Союза (1944), красноармеец.

## Биография

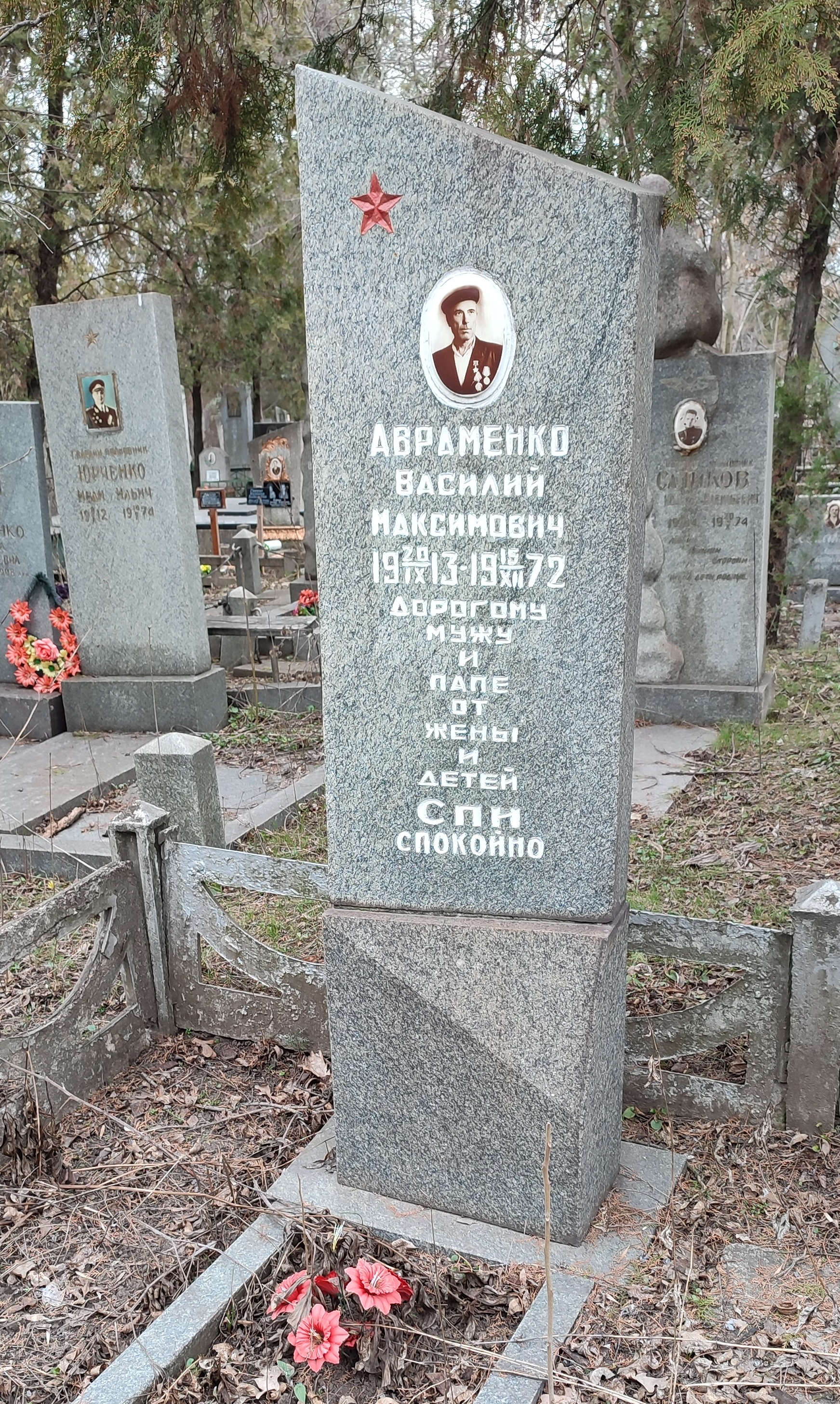
Могила на Капустяном кладбище Запорожья

Родился в 1913 году в селе Славгород (ныне Синельниковского района Днепропетровской области) в семье крестьянина. Украинец. Образование начальное. Работал трактористом, комбайнёром, механиком в совхозе. Член ВКП(б) с 1941 года.
В Красной армии с 1941 года. Участник Великой Отечественной войны с 1941 года. Участвовал в обороне Крыма. Воевал в составе Южного, Сталинградского, Юго-Западного и 3-го Украинского фронтов.
Во время подготовки к форсированию Днепра около села Петро-Свистуново (Вольнянский район Запорожской области) стрелок 592-го стрелкового полка (203-я стрелковая дивизия, 12-я армия, Юго-Западный фронт) красноармеец Авраменко, находясь на левом берегу и зная хорошо местность этого района, организовал сбор рыбацких лодок и подготовку их к форсированию.
В ночь на 28 сентября 1943 года он в составе отделения переправился на правый берег с первым эшелоном. Участвуя в бою на захваченном плацдарме, Авраменко личным примером увлекал бойцов своего подразделения на успешное выполнение боевой задачи. Оценивая сложившуюся боевую обстановку, он пробрался к траншее противника и уничтожил пулемётную точку, которая препятствовала продвижению наших войск, и забросал гранатами блиндаж. При этом было уничтожено десять гитлеровцев, а троих взял в плен.
2 октября 1943 года противник бросил в бой танки и атаковал подразделения полка. Левому флангу была создана угроза окружения. Авраменко, увлекая за собой бойцов, выдвинулся вперёд. Искусно маскируясь, подпустил танки на близкое расстояние и забросал их гранатами и бутылками с зажигательной смесью. Один танк сгорел вместе с экипажем, другой был подбит. Не теряя времени, красноармеец Авраменко поднял бойцов в атаку, сблизился с группой немецких солдат и вступил в рукопашный бой, уничтожив при этом несколько гитлеровцев. Остальных обратили в бегство. Всего в боях за Днепр он убил тридцать и взял в плен троих гитлеровцев.
Указом Президиума Верховного Совета СССР от 19 марта 1944 года за мужество, отвагу и героизм, проявленные в борьбе с немецко-фашистскими захватчиками, красноармейцу Авраменко Василию Максимовичу присвоено звание Героя Советского Союза с вручением ордена Ленина и медали «Золотая Звезда» (№ 7808).
Но по ошибке штабного писаря у Авраменко исказили отчество, и награду он получил только в 1952 году.
В дальнейшем участвовал в освобождении правобережной Украины, Молдавии, Румынии, Венгрии и Чехословакии.
В 1946 году он демобилизовался. Жил и работал в городе Запорожье.
Умер 15 декабря 1972 года.

## Награды
- Медаль «Золотая Звезда» Героя Советского Союза
- Орден Ленина
- Медали